# Ségbohoué
Ségbohoué ist eine Ortschaft und Arrondissement im Departement Atlantique in Benin. Es ist eine Verwaltungseinheit, die der Gerichtsbarkeit der Kommune Kpomassè untersteht.

## Demografie und Verwaltung
Gemäß der Volkszählung von 2013 hatte das Arrondissement 7347 Einwohner, davon waren 3756 männlich und 3591 weiblich.
Es umfasst sechs Dörfer:
1. Adjatokpa
2. Guézohoué
3. Ségbohoué-Centre
4. Ségbohoué-Assito
5. Tokpa-Daho
6. Vovio

## Verkehr
Im Bahnhof von Ségbohoué endete eine Stichstrecke, die parallel zur Atlantikküste verlief und im Bahnhof von Pahou von der Hauptstrecke Cotonou–Parakou abzweigte. Das Eisenbahnnetz des Landes weist allerdings seit 2019 keinen Verkehr mehr auf.